# Trial Bay Gaol

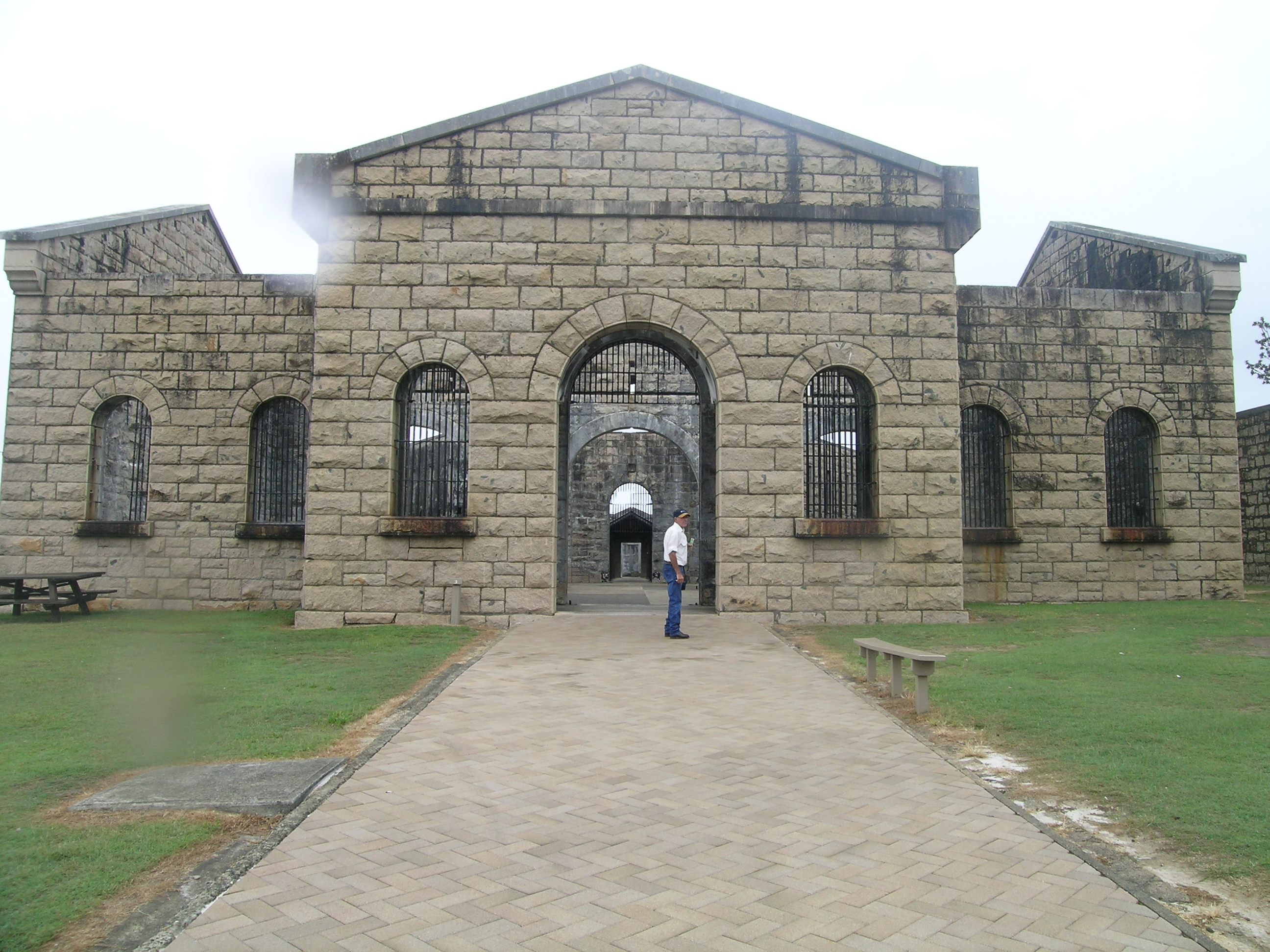
Gefängnisgebäude Trial Bay Goal aus gelbem Sandstein

Trial Bay Gaol (auch Trial Bay Prison genannt) ist der Name für ein ehemaliges Gefängnis und Internierungslager, das an der Trial Bay nahe der Stadt South West Rocks in New South Wales liegt. Das Gefängnisgebäude wurde zur Unterbringung von Sträflingen von 1866 bis 1903 und im Ersten Weltkrieg vom August 1915 bis 1918 als Internierungslager für deutsche Marinesoldaten, deutschstämmige Australier und Österreicher genutzt. Heute ist es eine Ruine im Arakoon-Nationalpark, die als Museum genutzt wird.

## Name
Das Gefängnis wurde nach der Bucht Trial Bay und diese wiederum nach der Brigg Trial benannt, die Sträflinge im Jahr 1816 in Sydney stahlen, als Australien noch eine Sträflingskolonie war. Ihr Fluchtversuch endete, als das Schiff in der Bucht unterging.

## Lage

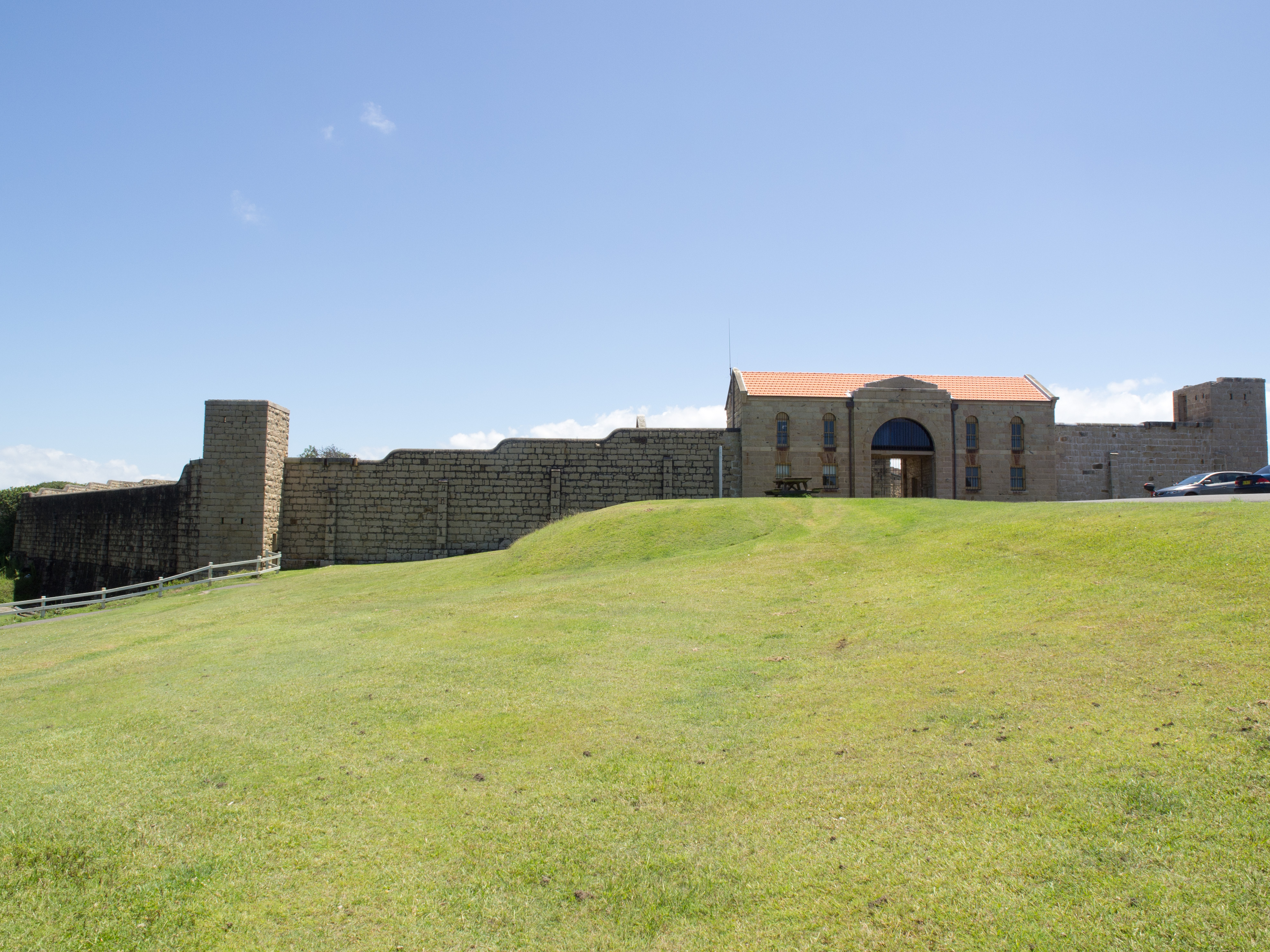
Das Torhaus mit Mauer

Die Baulichkeiten liegen auf der Landzunge Laggers Point, an die sich die Trial Bay anschließt. An der Spitze des Laggers Point ist noch ein Rest des Wellenbrechers erkennbar, den die Sträflinge bauen mussten. In der Trial Bay mündete zur Zeit der Gefängnisgründung der Hauptarm des Macleay River.

## Gefängnis
Das Gefängnisgebäude aus gelbem Sandstein wurde in Sträflingsarbeit erbaut. Der Bau des Gefängnisgebäudes begann im Jahr 1853, allerdings konnte es erst nach einer dreizehnjährigen Bauzeit im Jahr 1866 fertiggestellt und mit Sträflingen belegt werden. 1861 verabschiedete das Parlament von New South Wales eine Reform im Sträflingsvollzug, nach der den Sträflingen ein Lohn für ihre schwere Arbeit bezahlt wurde. Sie sollten zuerst das Gefängnis errichten und anschließend den Wellenbrecher aus Granit weiterbauen.
Die Sträflinge sollten zum Schutz der Schiffe, die in der Mündung des Macleay River nicht sicher vor Stürmen ankern konnten, einen 1500 Meter langen Wellenbrecher aus Granitblöcken bauen, die sie in einem nahe gelegenen Steinbruch abbauten. Vor dieser Bucht sollen etwa 90 Schiffswracks liegen. Als etwa 300 Meter des Wellenbrechers fertiggestellt waren, verlegte der Fluss seinen Lauf und mündete nicht mehr in der Nähe des Wellenbrechers. Damit war der Bau des Wellenbrechers obsolet geworden und das Gefängnis wurde im Jahr 1903 aufgegeben.
Der Gebäudekomplex ist von einer steinernen Mauer umgeben, die aus Sandsteinquadern errichtet wurde. Auf dem Gefängnisareal befinden sich vier lang gestreckte Zellenblöcke. Die vier Blöcke mit den Einzelzellen, von denen je zwei eng nebeneinander als Zellenblock A und B positioniert sind, sind in V-Form hinter dem gemeinschaftlichen Essraum angeordnet. Im freien Raum zwischen den Blöcken wurde die Gefängnisküche errichtet. Ferner gab es eine Krankenstation, ein Badehaus, eine Küche und weitere kleine Gebäude auf dem Gefängnisgelände. Im Torhaus befindet sich heute ein Museum.

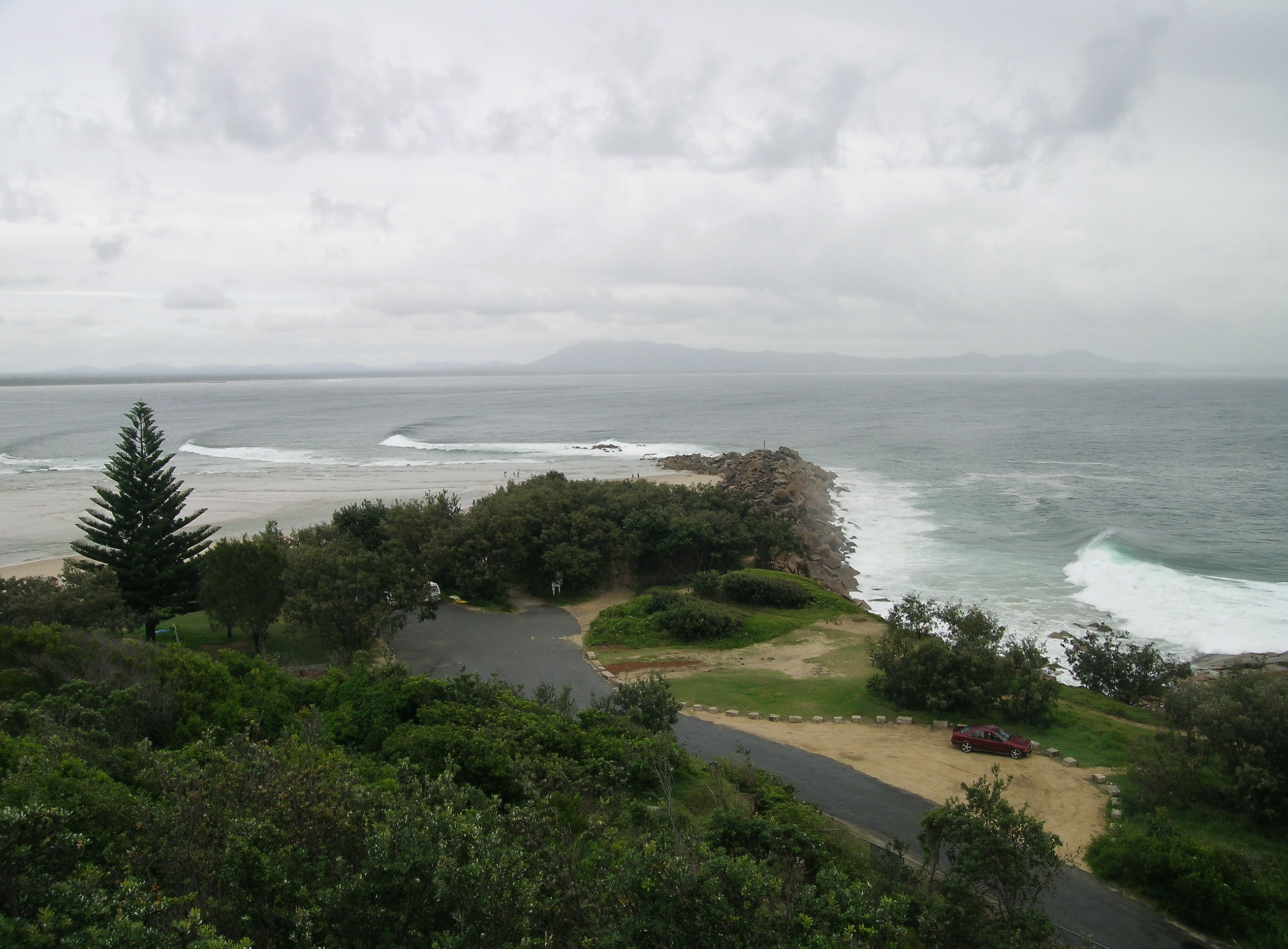
Laggers Point mit erkennbarem Rest des Wellenbrechers
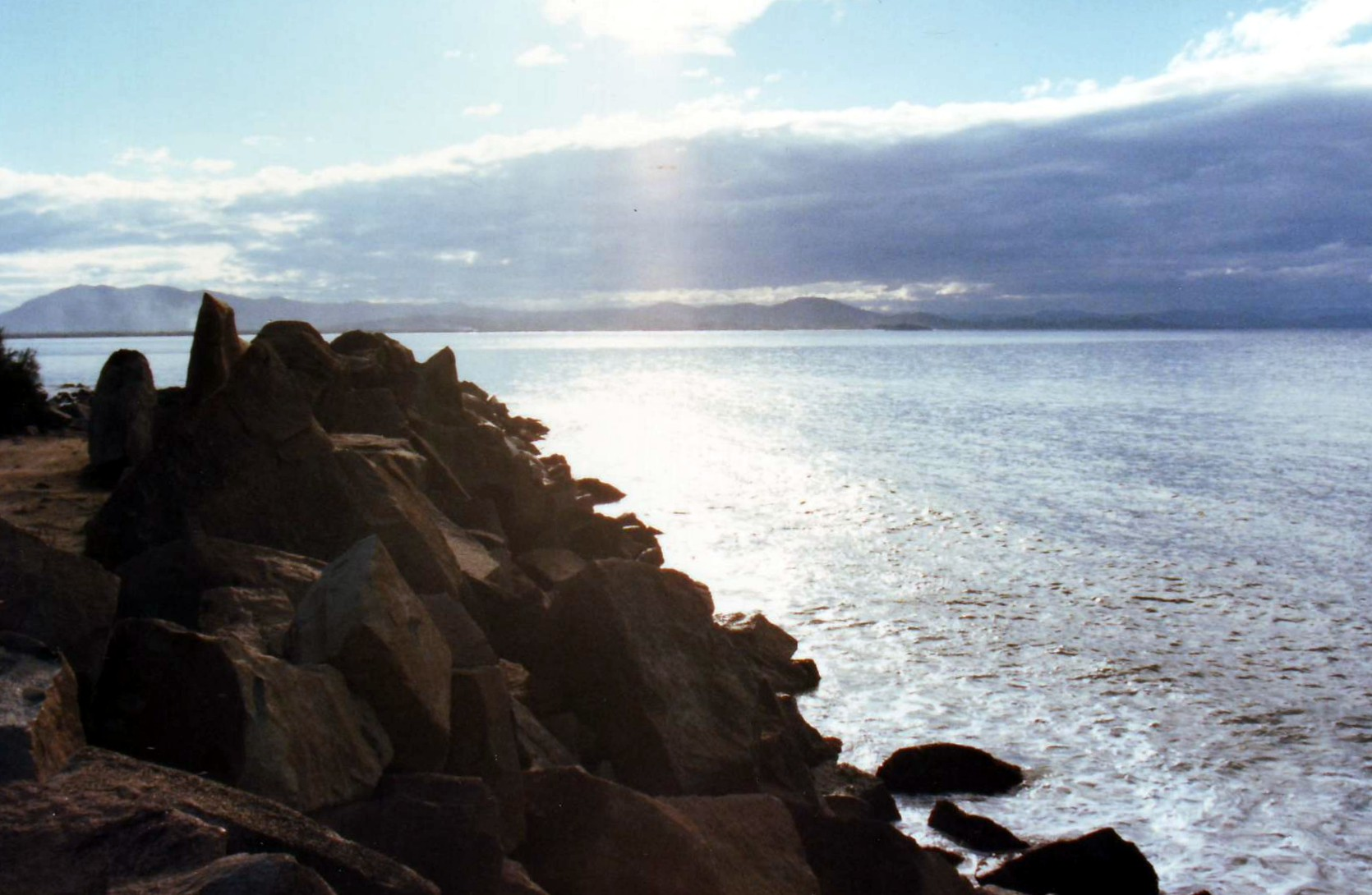
Wellenbrecher (1991)
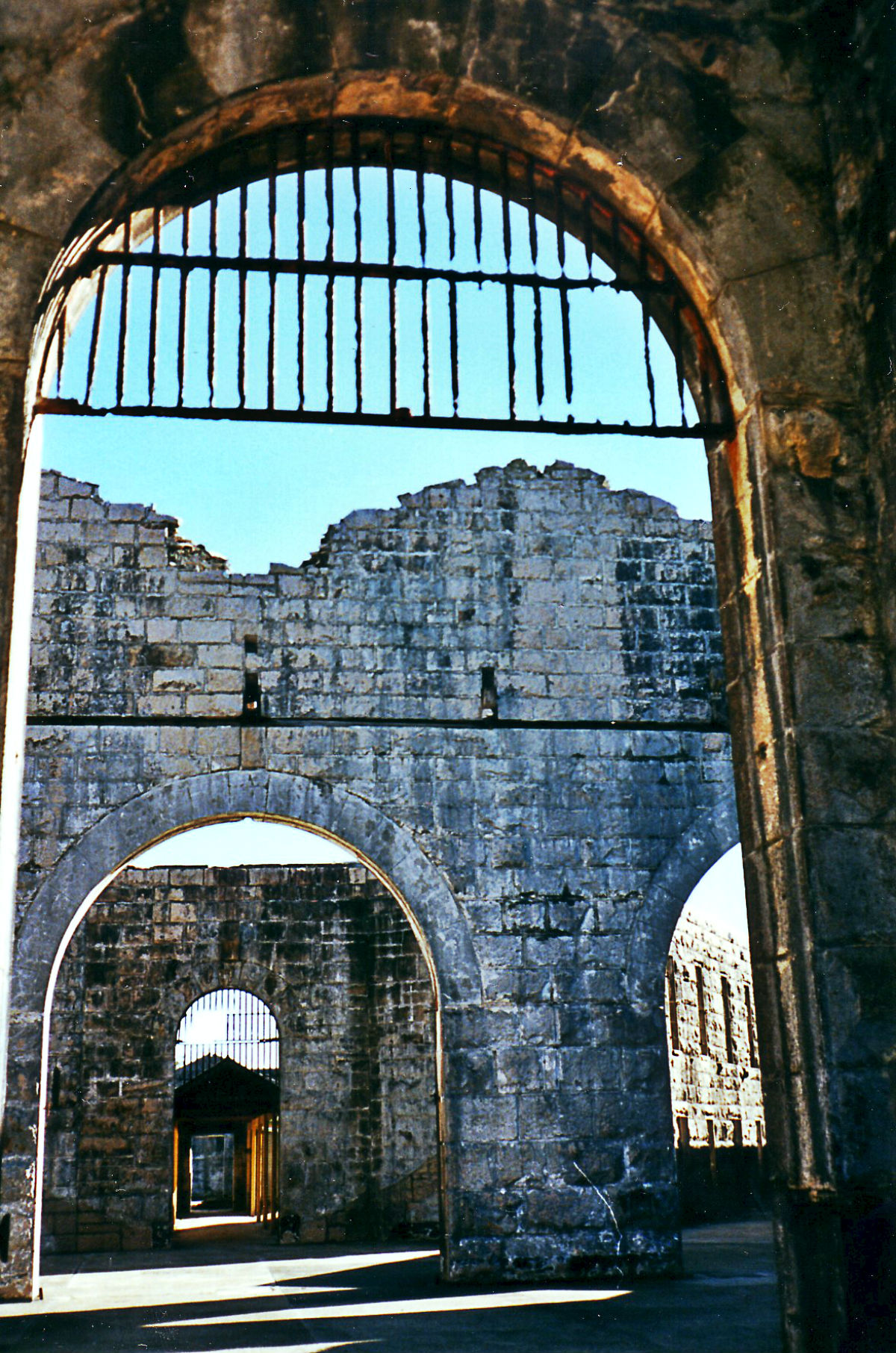
Das Innere der Essraums, dahinter zweigen die beiden doppelstöckigen Zellenblöcke ab (1991)
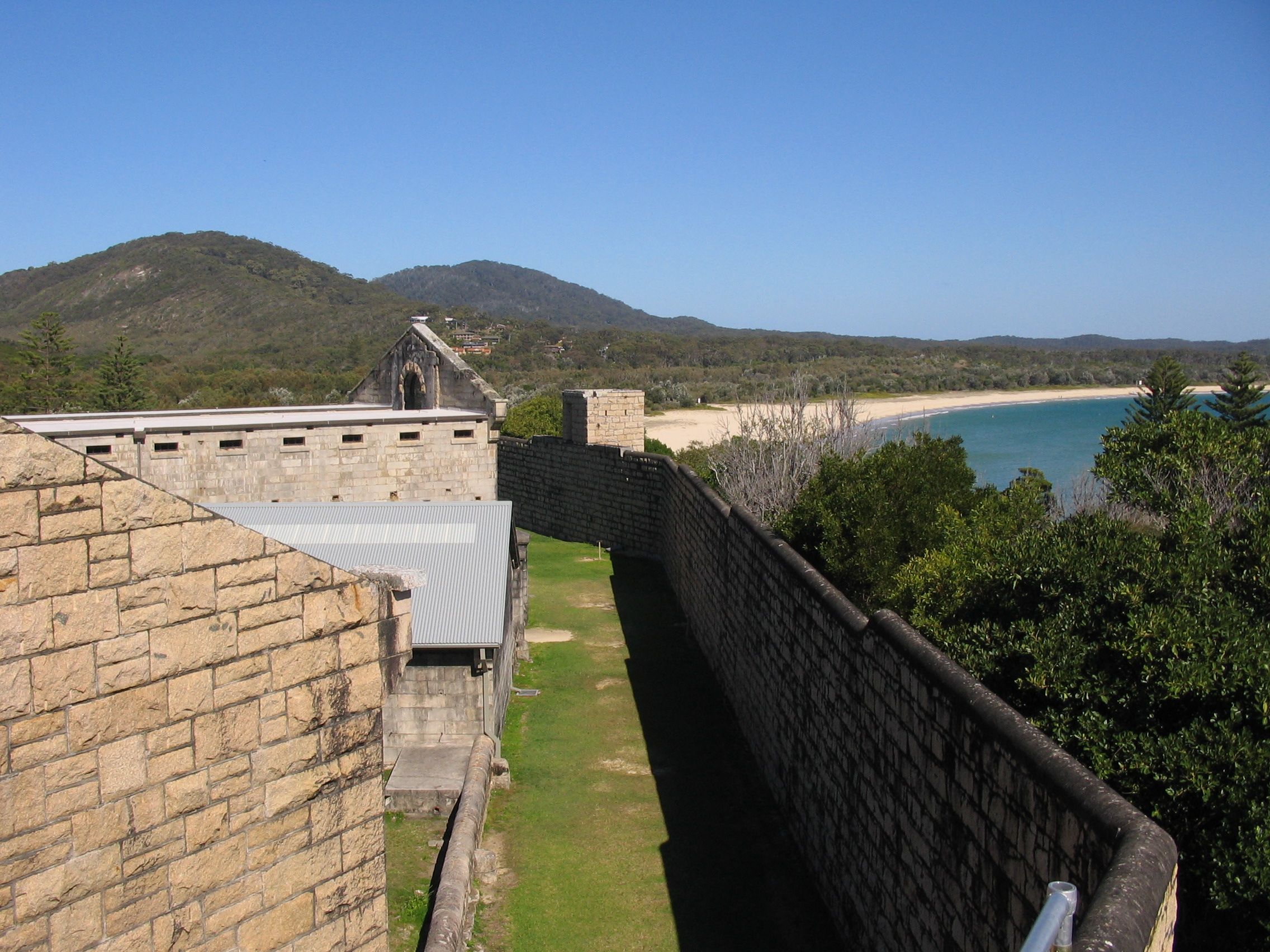
Links ist der Zellenblock A erkennbar, dahinter befindet sich die Gefängnisküche (überdacht). (2010)
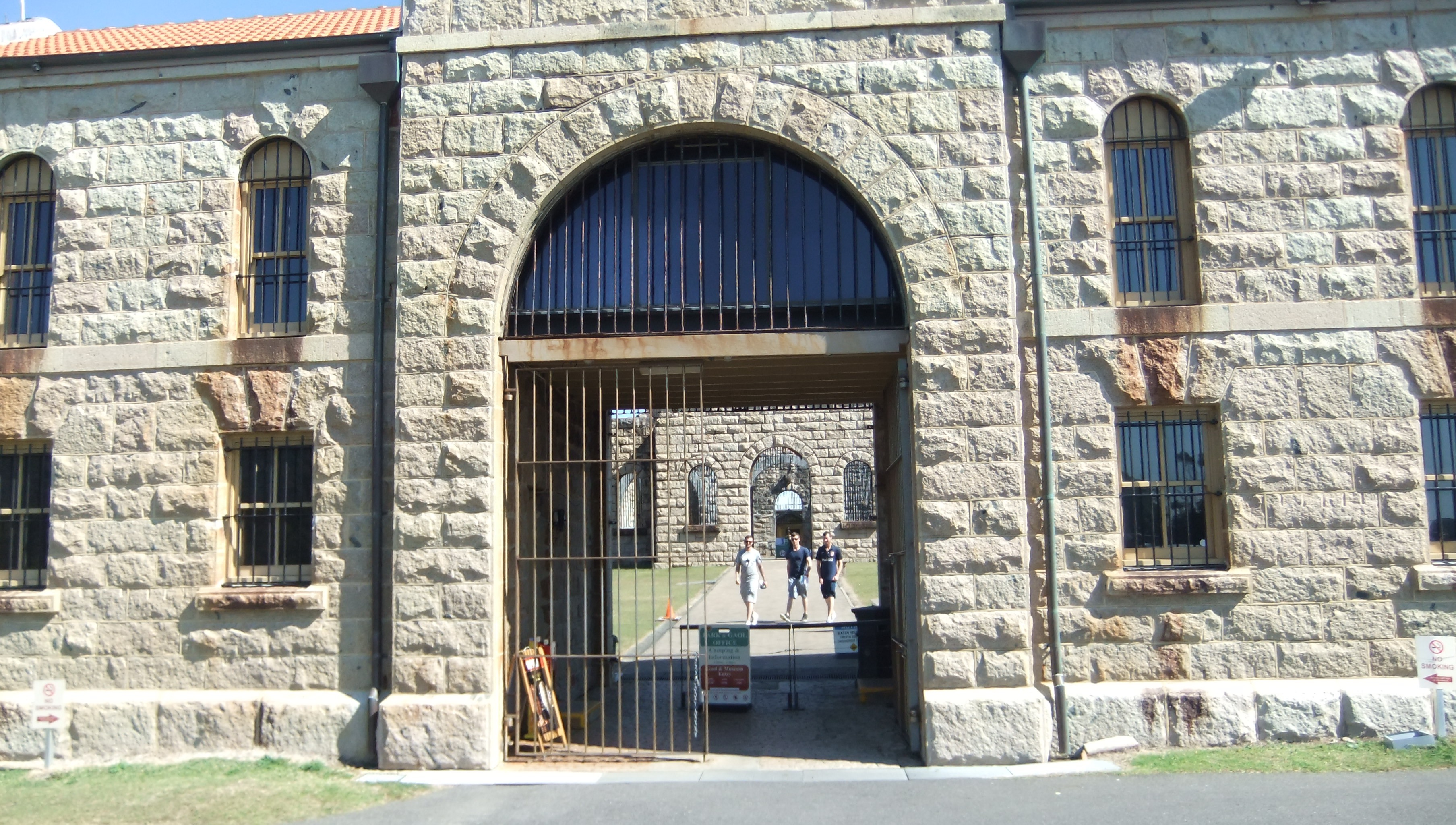
Eingang

## Internierungslager
Während des Ersten Weltkriegs diente das Gefängnis als Internierungslager für gefangene Offiziere und Soldaten der Kaiserlichen Marine aus den Kriegsgebieten im Pazifik, in China und Südostasien. Aber es waren auch Geschäftsleute darunter, die auf Schiffen gefangen genommen worden waren, ferner wohlhabende und sozial höher stehende Deutsche und Österreicher, die in Australien lebten und von denen man annahm, dass sie mit den Kriegsgegnern sympathisierten. Erstmals belegt wurde das Internierungslager im August 1915. In Spitzenzeiten waren bis zu 580 Männer in Haft.
Die meisten Internierten kamen in den Einzelzellen im Gefängnis unter. Diejenigen, die sozial oder im militärischen Rang hochstehend waren, wurden in Hütten an der Bucht festgehalten. Die im Gefängnis untergebrachten Personen konnten sich zum Schwimmen, Fischen, Sonnenbaden am Strand oder zum Tennisspielen auf dem Gefängnishof frei bewegen. Den Tennisplatz hatten sie selbst gebaut. Im Jahr 1916 veranstalteten sie eine Theateraufführung des Lustspiels „Minna von Barnhelm“ von Gotthold Ephraim Lessing. Sie hatten ein eigenes Orchester und gaben ab 1917 wöchentlich die eigene Zeitung „Welt am Montag“ heraus.
Manchen Australiern galt die Behandlung als zu gut. Allerdings standen die Internierten unter ständiger Beobachtung, ihre Post wurde zensiert und Außenkontakte waren nicht erlaubt wie auch kein Kontakt zu Internierten in anderen Lagern. Insgesamt waren in Australien in verschiedenen Lagern insgesamt 6890 Personen interniert.
Für drei im Lager verstorbene internierte Deutsche errichteten die Internierten ein Monument auf dem Hügel an der Trial Bay. Zwei starben an Erkrankungen und einer wurde vom Laggers Point gespült und ertrank, zwei weitere starben in Sydney. 1918 wurden die Internierten verlegt, weil befürchtet wurde, dass deutsche Kriegsschiffe landen und die Internierten befreien könnten. Sie kamen in das Holsworthy-Internierungslager bei Sydney. 1919 wurde das Monument zerstört, nachdem in Australien bekannt geworden war, dass Gräber der alliierten Streitkräfte in Deutschland vandaliert worden waren. Wieder errichtet wurde das Monument im Jahr 1960. Es führt ein Weg zu der Erinnerungsstätte auf dem Hügel.

## Heutige Situation
Heute ist das Gefängnisbauwerk eine Ruine im Arakoon-Nationalpark. Vom Wellenbrecher sind noch ungefähr 50 Meter vorhanden. Das historische Gefängnis ist heute ein Museum, an dessen Außenmauern Skulpturen aufgestellt sind.